# Sinplus
Sinplus är ett schweiziskt band som består av bröderna Ivan och Gabriel Broggini. Deras debut studioalbum Disinformation släpptes den 15 januari 2012.

## Karriär

### Tidiga åren
De två musikaliska bröderna lyssnade på Queen, Bob Marley och U2 under sin uppväxt. De började spela musik vid en tidig ålder och skrev egna låtar. Ivan spelade gitarr medan Gabriel spelade keyboard och trummor. Gabriel började senare även han med gitarr och fann en passion för att sjunga. Tretton år gamla spelade bröderna redan i sina egna band och tillbringade timmar med att öva i deras fars träningsrum. Efter studierna for Gabriel till San Diego i USA där han fick en inblick i stadens dolda musikscen. När han återvände från Amerika bestämde sig bröderna för att starta sitt eget band och skriva låtar tillsammans. De påbörjade ett projekt som kallades för inFinity och släppte sin första singel "Without Identity" som tog sig in på musiklistor och även en musikvideo spelades upp av flera TV-stationer. Efter detta framträdde de vid flera större arenor i Schweiz och vann även olika musiktävlingar. Under tiden döptes bandet till Sinplus och bröderna spelade in EP-skivan Get Control som producerades i Zürich. Skivan innehöll singeln "1984". Bröderna reste nu till Los Angeles i USA där de spelade in ytterligare en EP, Happy and Free. Singeln med samma titel spelades på flera radiostationer i både Schweiz och Italien och musikvideon sändes även den i båda länderna. Samtidigt skrev bröderna låten "Shoot" som blev en av de officiella låtarna för Världsmästerskapet i ishockey för herrar 2009 som hölls i Schweiz mellan den 24 april och den 10 maj 2009. Låten var även med på en samling med det bästa från schweiziska artister. Under turneringen framträdde även Sinplus i pauser i arenorna inför flera tusen åskådare.

### Eurovision Song Contest 2012
De representerade Schweiz med låten "Unbreakable" i Eurovision Song Contest 2012 i Baku i Azerbajdzjan. De deltog i den första semifinalen den 22 maj. De lyckades dock inte ta sig vidare till finalen. I semifinalen kom de på 11:e plats med 45 poäng, 8 poäng från att ta sig till final.

## Diskografi

### Album
- 2012 - Disinformation
- 2013 - Up To Me

### Singlar
- 2012 - Unbreakable
- 2013 - Up To Me
- 2013 - Phoenix From The Ashes
- 2014 - Love Is Free (Feat. Lady Chann) / Desire
- 2015 - Tieniti Forte